# Moses Taylor
Moses Taylor (11 de enero de 1806 - 23 de mayo de 1882) fue un comerciante y empresario de Estados Unidos del siglo XIX. Afincado en la ciudad de Nueva York, fue uno de los hombres más ricos de su tiempo, siendo su fortuna valorada en 70 millones de dólares en el momento de su muerte.
Sus padres fueron Jacob B. Taylor y Martha Taylor. Su padre era socio de John Jacob Astor, y era el agente encargado de adquirir propiedades inmobiliarias en la ciudad de Nueva York defendiendo los intereses de Astor. Precisamente la relación de Astor con los padres de Moses proporcionó a éste una entrada temprana en el mundo de los (negocios). Dirigió el Banco de la Ciudad de Nueva York (lo que con el tiempo sería Citibank), el de Delaware, el de Lackawanna, y el ferrocarril occidental. Su empresa, Moses Taylor & Co hizo numerosas inversiones en ferrocarril e industria.
- Datos: Q9035284
- Multimedia: Moses Taylor / Q9035284